# Lavabo (umyvadlo)

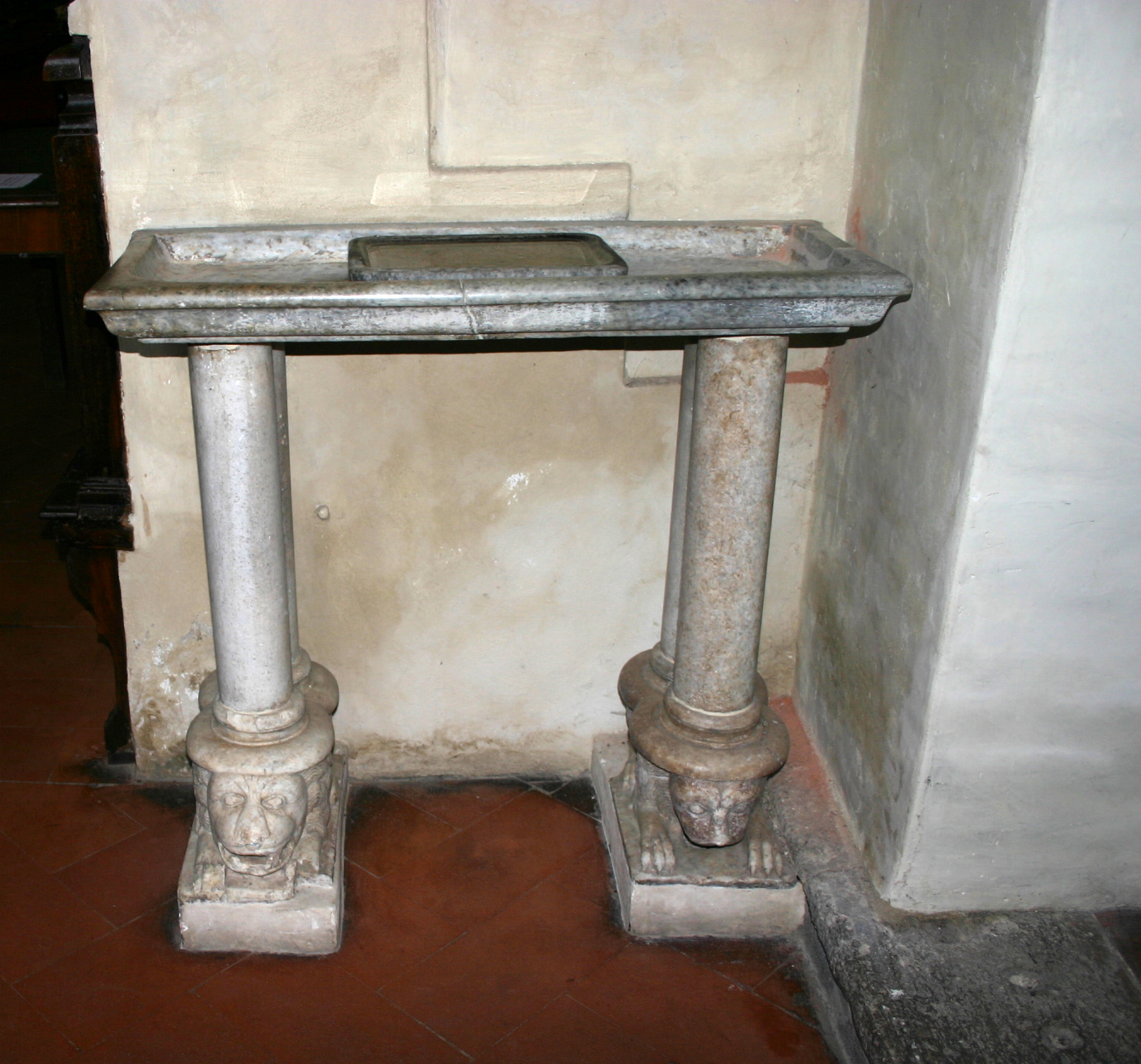
Středověké lavabo v kostele sv. Marka v Miláně

Lavabo je název pro obřadní umyvadlo. Tento název se používá pro nádobu na umývání rukou křesťanských duchovních. Slovo pochází z latinského „umyj si [ruce]“, které označuje obřad lavabo, při kterém se umyvadlo používá.
Lavabo označuje nejčastěji liturgickou nádobu, nad kterou po přípravě darů a před proměňováním (před modlitbou nad dary nebo secretou) ministrant umývá knězi ruce. Může být skleněné, kovové nebo keramické, často se používá i jako podnos pro konvičky k přinášení darů v liturgickém průvodu.
Jako lavabo se může též nazývat umyvadlo, ve kterém si kněz myje ruce před oblečením ke mši svaté. Může při tom říkat následující modlitbu: Da, Domine, virtutem manibus meis ad abstergendam omnem maculam; ut sine pollutione mentis et corporis valeam tibi servire. („Dej, Pane, ušlechtilost mým rukám jejich očištěním od všech skvrn, ať ti mohu sloužit bez poskvrnění ducha i těla.“)
Jako lavabo se také označuje umývadlo v klášterním lavatoriu, kde si mniši umývají ruce před společným jídlem v refektáři.